# Monjok
Monjok is een bestuurslaag in het regentschap Mataram van de provincie West-Nusa Tenggara, Indonesië. Monjok telt 11.520 inwoners (volkstelling 2010).